# Triouzoune
La Triouzoune est une rivière française qui coule en Corrèze. C'est un affluent de la Dordogne.

## Géographie
Elle prend sa source vers 900 m d’altitude en Corrèze, en bordure est du plateau de Millevaches, un kilomètre au nord de la Rigaudie, un des hameaux de Saint-Sulpice-les-Bois.
Elle arrose Saint-Angel et rejoint la Dordogne en rive droite dans la retenue du Barrage de l'Aigle, entre les communes de Sérandon et de Latronche, deux kilomètres à l’ouest d’Arches.

## Nature et patrimoine
- L’abbaye de Saint-Angel
- Le lac de Neuvic
- Les gorges de la Triouzoune, après le lac de Neuvic, dans lesquelles elle suit une faille
- Le pont des Ajustants, à la confluence de la Triouzoune et de la Dordogne

## Production hydroélectrique
Deux kilomètres au sud-est de Neuvic est implanté le barrage de Neuvic (ou barrage de la Triouzoune) qui a permis la formation d’un lac artificiel de près de 300 ha.
L’eau est amenée par galerie jusqu’à une usine hydro-électrique située cinq kilomètres au sud-est, sur la commune de Sérandon, en rive droite de la retenue du barrage de l'Aigle.

## Hydrologie
Depuis sa mise en service en 1961, la station hydrologique de Saint-Angel a enregistré un débit journalier maximal de 15,5 m3/s le 26 décembre 1999.